# 西福河

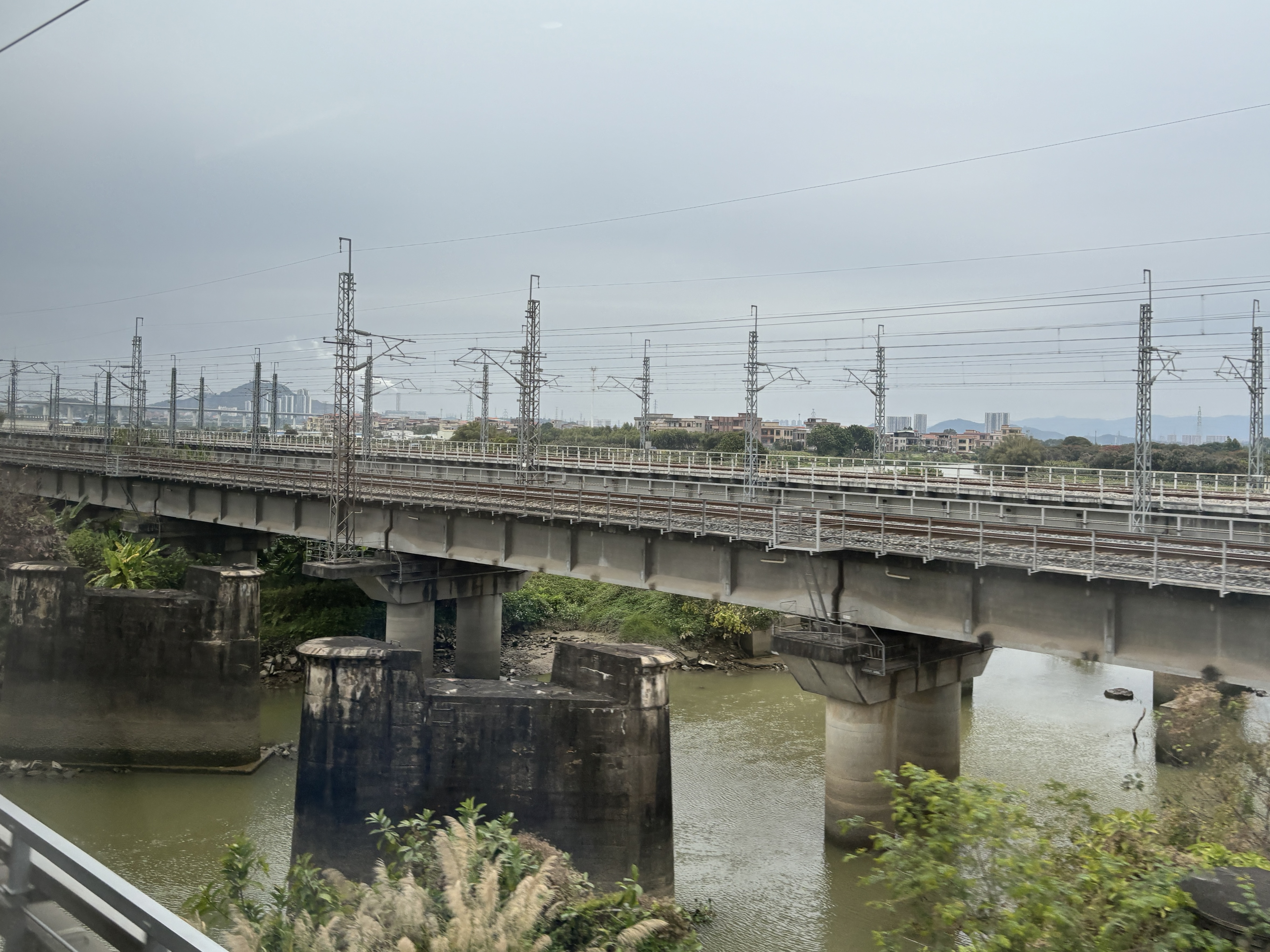
广深铁路、广石铁路于西福河

西福河旧称绥福河，位于中国广东省广州市增城区境内，是东江北干流右岸支流，发源于增城区中新镇北部鹧鸪山，蜿蜒向南流经新围村、联安水库、双塘村、里汾村、泮霞村、福和社区、三迳村、大田村、坑背村、莲塘村、朱村街道凤岗村、神岗村、仙村镇碧潭村、沙窖村、潮山村、竹元村等地，最后于仙村镇巷头村以南汇入东江北干流。干流长58千米，流域面积580平方千米。平均比降1.6‰。年均径流量5.62亿立方米。